# April Ivy
April Ivy, pseudonimo di Mariana Barreiros Dos Santos Gonçalves (Lisbona, 10 luglio 1999), è una cantante portoghese.

## Biografia
April Ivy ha iniziato la sua carriera nel mondo dello spettacolo all'età di 10 anni, quando ha doppiato il personaggio di Molly per la versione portoghese di Toy Story 3. Ha iniziato a cantare e a suonare la chitarra in un gruppo che ha creato a scuola, i Flames of Fire, e ha successivamente aperto un canale YouTube dove ha postato cover.
Nel 2016 ha pubblicato il suo singolo di debutto, Be OK, che ha raggiunto la 91ª posizione della classifica portoghese. L'estate successiva ha intrapreso la sua prima tournée da solista che l'ha vista esibirsi sul palco principale del festival MEO Sudoeste. Ha ottenuto altri due ingressi nella classifica dei singoli grazie alle collaborazioni Não sou eu con Diogo Piçarra (46º posto) e Vem na vibe con Blaya ed Ella Nor (70º posto). Nel 2019 ha pubblicato il suo album di debutto Game of Love con la Warner Music Portugal.
Nel gennaio 2023 è stata confermata fra i 20 partecipanti al Festival da Canção, rassegna utilizzata per selezionare il rappresentante del Portogallo all'Eurovision Song Contest. Ha presentato l'inedito Modo voo, senza riuscire a classificarsi per la finale.

## Discografia

### Album in studio
- 2019 – Game of Love

### Singoli
- 2016 – Be OK
- 2017 – Run for Cover
- 2018 – Frida (con Conductor)
- 2019 – Tell Me Baby
- 2020 – Can't Fight This Feeling
- 2020 – Temporary Love
- 2020 – Far from Home
- 2021 – Fico por aqui
- 2021 – Broken Apologies

#### Come artista ospite
- 2017 – Não sou eu (Diogo Piçarra feat. April Ivy)
- 2019 – Vem na vibe (Blaya feat. Virgul, April Ivy ed Ella Nor)